# James Stopford (4e comte de Courtown)
James Thomas Stopford, 4e comte de Courtown (27 mars 1794 - 20 novembre 1858), connu sous le nom de vicomte Stopford de 1810 à 1835, est un pair anglo-irlandais et un député conservateur.

## Biographie
Il est le troisième mais dernier fils survivant de James Stopford (3e comte de Courtown), et de son épouse Mary Scott. Il fait ses études à Christ Church, Oxford. Il est élu à la Chambre des communes pour le comté de Wexford en 1820, poste qu'il occupe jusqu'en 1830. En 1835, il succède à son père comme comte et entre à la Chambre des lords. Il est également haut-shérif du comté de Wexford en 1833 et custos rotulorum du comté de Wexford de 1845 à 1858.
Lord Courtown épouse, en 1822, sa cousine germaine, Charlotte Albina, fille de Charles Montagu-Scott, 4e duc de Buccleuch. Ils ont deux fils, James et Edward. Après sa mort en février 1828, à l'âge de 28 ans, il épouse en secondes noces Dorothea (Dora), fille d'Edward Pennefather (en), Lord Chief Justice d'Irlande. Ils ont trois fils, dont les deux plus jeunes se distinguent. Frederick Stopford est lieutenant général de l'armée et  Walter George Stopford (1855-1918) est un contre-amiral de la Royal Navy. Lord Courtown meurt en novembre 1858 à l'âge de 64 ans. Son fils, de son premier mariage, James, lui succède comme comte. Lady Courtown survit à son mari d'un peu plus d'un an et est décédée en décembre 1859.